# Bermude III
Pour les articles homonymes, voir Bermude.
Bermude III de León (en espagnol : Bermudo III de León), né en 1017 et mort le 30 aout 1037 à Tamarón, est roi de León et des Asturies de 1028 à 1037.

## Règne
Bermude III est le fils d'Alphonse V de León et de sa première épouse Elvire de Galice. Il est encore mineur à la mort de son père et la régence est exercée par Urraca la veuve du défunt roi qui est également la sœur de Sanche III de Navarre. Son royaume se trouve de ce fait sous la domination du roi de Pampelune. Devenu majeur en 1032 sous la pression de la noblesse galicienne, il renvoie la régente, ce qui entraîne une intervention de Sanche III, le roi de Navarre, qui le dépouille d'une partie de ses États. Il perd même sa capitale en 1034 et ne la recouvre que l'année suivante après la mort de Sanche sans parvenir à reprendre les territoires frontaliers entre le Pisuerga et le Cea qui avaient été annexés.

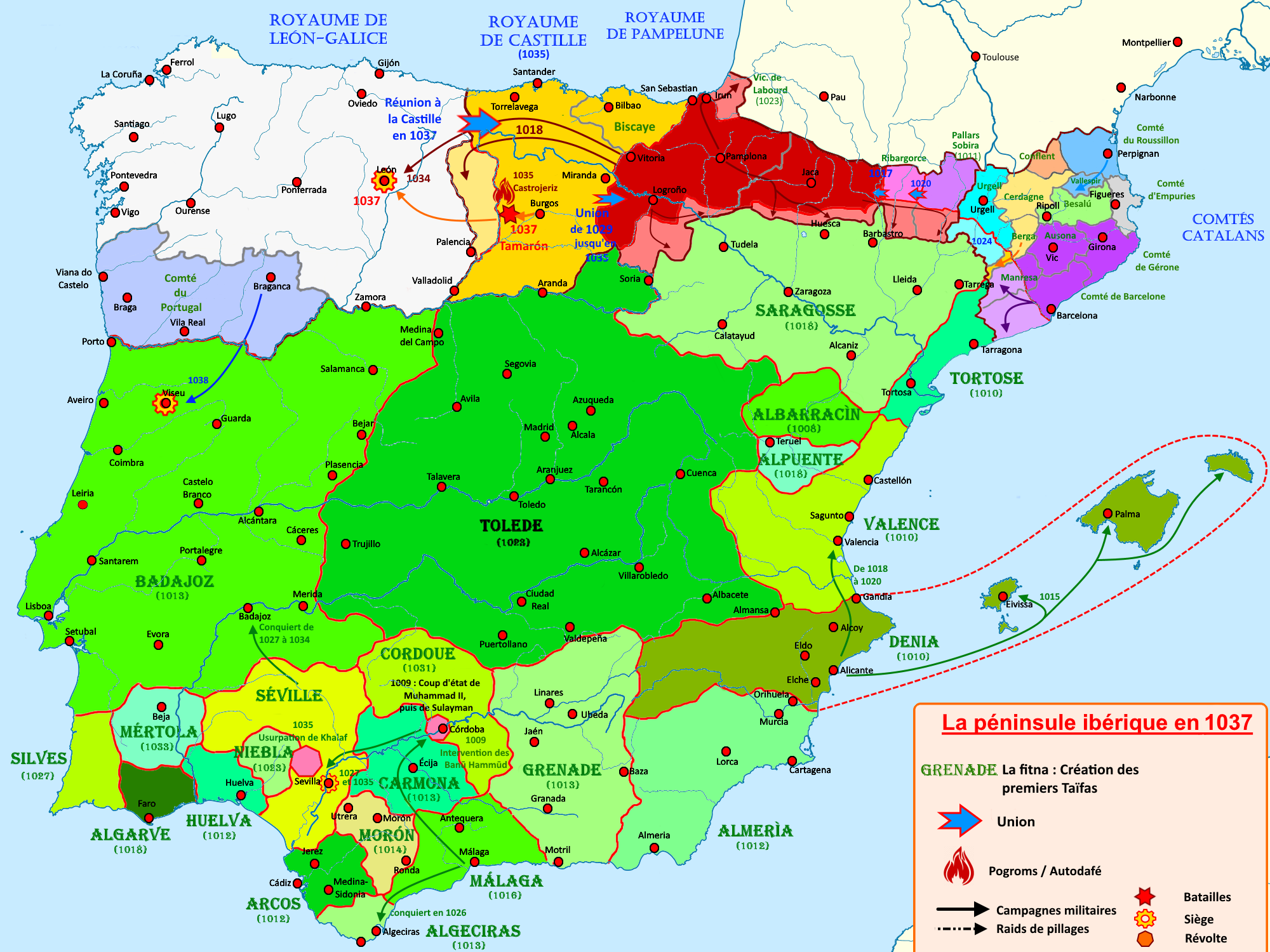
Le royaume de Galice-León de 1002 à 1037.

Il épouse la plus jeune fille du comte Sanche Ier de Castille, mais trouve la mort en 1037 à la bataille de Tamarón. Avec lui finit la dynastie asturienne des rois de León, du moins en ligne masculine, puisque la sœur de Bermude III, Sancie, transmet les droits au trône par son mariage avec Ferdinand de Castille. Les rois d'Espagne ont toujours revendiqué leur ascendance dans la dynastie des premiers rois de León.

## Union et postérité
Bermude III avait épousé en 1028 Jimena ou Semena, fille du comte Sanche de Castille et d'Urraca de Castille. Elle lui donne un fils Alphonse, né et mort en 1030.

## Source
Cet article comprend des extraits du Dictionnaire Bouillet. Il est possible de supprimer cette indication, si le texte reflète le savoir actuel sur ce thème, si les sources sont citées, s'il satisfait aux exigences linguistiques actuelles et s'il ne contient pas de propos qui vont à l'encontre des règles de neutralité de Wikipédia.
- Adeline Rucquoi, Histoire médiévale de la Péninsule ibérique, H 180, éditions du Seuil, coll. « Points histoire », Paris, 1993  (ISBN 2020129353).

- Notices dans des dictionnaires ou encyclopédies généralistes :   - Britannica
  - Deutsche Biographie
  - Diccionario Biográfico Español
  - Gran Enciclopèdia Catalana
- Notices d'autorité :   - VIAF
  - ISNI
  - LCCN
  - GND
  - WorldCat